# Вьордуга (присілок)
Вьордуга (рос. Вёрдуга) — присілок у Лузькому районі Ленінградської області Російської Федерації.
Населення становить 18 осіб. Належить до муніципального утворення Волошовське сільське поселення.

## Історія
Згідно із законом від 28 вересня 2004 року № 65-оз належить до муніципального утворення Волошовське сільське поселення.

## Населення
| 1710 | 1838 | 1862 | 1928 | 1958 | 1997 | 2007 |
| ---- | ---- | ---- | ---- | ---- | ---- | ---- |
| 16   | ↗67  | ↘62  | ↗193 | ↘99  | ↘23  | ↘14  |
| 2010 |      |      |      |      |      |      |
| ↗18  |      |      |      |      |      |      |